# 田中寒楼
田中 寒楼（たなか かんろう、1877年2月16日 - 1970年3月12日）は、日本の俳人・歌人。
明治10年（1877年）、因幡国（鳥取県東部）の河原町小畑に生まれる。中学在学中より俳句に親しみ、新聞『日本』の投稿などで正岡子規より「因幡に寒楼あり」と注目された。小学校代用教員から校長になるも、その奇行と放浪癖から退職となる。京都で同郷の画家中島菜刀との共同生活を始めてから全国を転々と漂浪して奔放な哲学的人生を生き、晩年は鳥取市で過ごし昭和45年（1970年）、93歳で歿した。特異な宇宙観から時空を語り、俳句をはじめ短歌・書画など多岐に渡る作品を数多く残す。

## 年譜
年譜は村尾草樹『生きている寒楼』掲載の年譜を抄録、一部加筆した。
- 1877年（明治10年）2月16日、鳥取県八上郡小畑村（現在は八頭郡を経て鳥取市河原町小畑）635番屋敷に生まれる。上原所平・ふさ三男。國三郎と命名。雅号「寒楼」は「國・三（さぶ＝寒）・郎（楼）」に由来。
- 1883年（明治16年） - 北村小学校（のち修徳尋常小学校分校）に入学。
- 1893年（明治26年） - 鳥取尋常中学校（鳥取市）に進学。
- 1896年（明治29年） - 中学4年。新聞『日本』に投稿し正岡子規の選を受け始めた。河原町河原（現鳥取市）、田中虎蔵二女かつと養子縁組、田中姓を継ぐ。寒楼側の養子縁組の条件は東京の大学への進学だった。
- 1897年（明治30年） - 「卯の花会」に参加し阪本四方太と知り合う。12月、吹雪の中で酔夢を見て「天地われと同根一如」の悟達観のひらめき。
- 1898年（明治31年） - 鳥取尋常中学校卒業。大学への進学の約束かなえられず。
- 1899年（明治32年） - この頃、正岡子規をして「浪華に青々あり、因幡に寒楼あり」と期待せしめた。秋、単身上京して東京根岸の子規庵を訪う。子規は病臥中。
- 1900年（明治33年） - 『ホトトギス』1月号で子規が寒楼を激賞。代用教員として但馬で教鞭をとった。
- 1902年（明治35年） - 長男金之助生まれる。
- 1904年（明治37年） - 鳥取市瓦町の芸妓、力弥を伴って浜村、松崎、境港へ遊行。
- 1906年（明治39年） - 故郷の修徳尋常高等小学校の代用教員となる。
- 1909年（明治42年） - 小学校入学の中島益雄（のち画号菜刀）と出会う。戸籍簿に田中かつ婿養子（三回目）とある。
- 1912年（明治45年） - 修徳尋常高等小学校訓導兼校長。
- 1918年（大正7年） - 国英尋常高等小学校訓導兼校長。
- 1919年（大正8年） - 八上尋常高等小学校訓導兼校長。10月、智頭尋常高等小学校訓導兼校長に転任。
- 1925年（大正14年） - 前年冬から用瀬小学校校長職のまま無断上阪し青木月斗を訪い数か月滞留。3月、後任の校長が赴任しており退職。京都の画家中島菜刀と共同生活を始める。
- 1927年（昭和2年） - 妻かつ逝去。奈良公園にて、絶対空を悟る。
- 1929年（昭和4年） - 中島菜刀と北陸路の旅。その後一時帰京するも福知山に移り俳禅三昧。昭和7年まで、吉備、九州、沖縄などを漂浪。
- 1933年（昭和8年） - 義父虎蔵は家督を長男金之助に譲る。鳥取市内で自炊の孤禅と酒色耽溺の生活を送る。
- 1941年（昭和16年） - 故郷河原町へ引き揚げる。
- 1946年（昭和21年） - 古希記念句集『霜』（しも）を寒楼古希記念会から出版。
- 1947年（昭和22年） - 『天人帖』（折本）を書く。寒楼哲学の表現、12章から成る。
- 1948年（昭和23年） - 蓮佛重壽らにより歌集『弓張岳』刊行。吉田璋也宅にて柳宗悦に因幡の源左の存在を伝え、柳は研究を発心する。
- 1953年（昭和28年） - 「喜寿の祝宴」開催。
- 1955年（昭和30年） - 中島菜刀歿す。
- 1958年（昭和33年） - 「寒楼作品個展」（鳥取大丸）開催。
- 1959年（昭和34年） - 八東町長源寺に句碑建立。
- 1960年（昭和35年） - 35年に及ぶ放浪生活に終止符、鳥取市立川町の西尾元胤方（二女の婚家）に移り住む。佐治村に句碑建立。
- 1961年（昭和36年） - 霊石山最勝寺に歌碑建立。蓮佛重壽編『揮毫語録 寒楼手帖』刊。
- 1962年（昭和37年） - 西尾元胤方に離れ座敷増築成り、ここが終焉の家となる。
- 1963年（昭和38年） - 米寿祝賀の会開催。
- 1966年（昭和41年） - 村尾草樹『大山』に「寒楼翁私観」連載開始。NHKテレビ、日本海テレビ出演。
- 1967年（昭和42年） - 村尾草樹『大山』に「寒楼語録」連載開始。「寒楼作品展」（東部生協）開催。NHKラジオ出演。
- 1968年（昭和43年） - 卒寿を祝う会開催。
- 1969年（昭和44年） - 村尾草樹編著『歌集・寒楼』（牧野出版社）刊行、寒楼年譜成る（初稿、蓮佛重壽）。佐治村に寒楼碑「摩訶」建立。
- 1970年（昭和45年） - 3月12日、鳥取市立川1丁目72、西尾元胤方で老衰にて逝去。満93歳。戒名、翁寿院寒節示悠居士。鳥取市宝珠院にて告別式。墓地は河原町お城山。

## 著作
- 『霜』（しも）、田中寒楼古希記念会、1946年
- 『弓張岳 寒楼歌集』、蓮佛重壽編、1953年
- 『揮毫語録 寒楼手帖』、蓮佛重壽編、田中寒楼翁碑建設期成会、1961年
- 『天人帖』蓮佛重壽
- 『はぎのはな 寒楼手帖』蓮仏重壽
- 井上井月・宮脇昌三・田中寒楼・牧野和春『伊那の井月 知られざる放浪詩人　因幡の寒楼 知られざる放浪詩人』、牧野出版、1995年1月 ISBN 4895000370